# Frank Norbert Nagel
Frank Norbert Nagel (* 16. Juni 1943 in Danzig) ist Professor i. R. für Kulturgeographie am Institut für Geographie der Universität Hamburg.

## Leben
Frank Norbert Nagel studierte von 1962 bis 1963 Architektur an der TU Braunschweig und von 1964 bis 1969 Geographie, Geologie und Romanistik in Dijon und Hamburg. Im Jahr 1975 erfolgte die Promotion zum Thema Burgund – Struktur und Interdependenzen einer französischen Wirtschaftsregion; 1980 folgte seine Habilitation über die Entwicklung des Eisenbahnnetzes in Schleswig-Holstein und Hamburg (unter besonderer Berücksichtigung der stillgelegten Strecken). 1983 erfolgte die Ernennung zum Professor der Geographie an der Universität Hamburg. Frank Nagel befindet sich im Ruhestand, nimmt aber noch Lehraufträge im Geographischen Institut wahr. Er ist im Auftrag des Vorstandes der Geographischen Gesellschaft in Hamburg Herausgeber der Mitteilungen der Geographischen Gesellschaft in Hamburg (MGGH). Außerdem gibt er die Reihe Kulturlandschaft und Industriearchäologie heraus.

## Forschungsschwerpunkte
- Inventarisierung und Pflege der Kulturlandschaft
- Inwertsetzung ländlicher und peripherer Räume
- Industriearchäologie und Industriekultur
- Nordamerika, speziell Kanada, Deutschland und Frankreich

## Werke (Auswahl)
- (Hrsg.) Zwischen Dornröschenschlaf, Industriekultur und Zukunftsvisionen. Deutschland, Dänemark, United Kingdom. Nordstedt 2015.
- (Hrsg.) Kanada. Von Akadien zum Yukon. (Ein Spektrum aus Geographie, Geschichte und Kultur). Norderstedt 2013.
- Revitalisierung industriell geprägter Kulturlandschaften in Europa, in: Freie Lauenburgische Akademie. Beiträge für Wissenschaft und Kultur. Band 8. Wentorf 2007, S. 155–186.
- (Hrsg.) Türme • Schornsteine • Industrie-Mühlen • Land-Art – Bedeutung und Bewertung von Landmarken in der Kulturlandschaft. (= Kulturlandschaftsforschung und Industriearchäologie, Beiträge der Geographie; Band 2). Hamburg 2006.
- Technische Denkmäler. In: Nationalatlas Bundesrepublik Deutschland. Bd. 6: Bildung und Kultur, Leipzig 2002, S. 156–157 und S. 180.
- Die Atmosphärische Eisenbahn – auf den Spuren eines vergessenen Technik-Abenteuers. In: W. Budesheim, M. Pries (Hrsg.): Verbinden – Verkehrswege in Vergangenheit, Gegenwart und Zukunft… (= Beiträge für Wissenschaft und Kultur, Bd. 5). Wentorf bei Hamburg 2002, S. 83–101.
- Industriearchäologie. In: E. Brunotte u. a. (Hrsg.): Lexikon der Geographie. Bd. 2. Heidelberg, Berlin 2002, S. 152–155.
- mit Winfried Schenk: Kulturlandschaftsforschung und Industriearchäologie. Mitteilungen der Geographischen Gesellschaft in Hamburg (MGGH). Franz Steiner Vlg. Stuttgart 2001, ISBN 978-3-515-07950-1.
- Burgund. Kunst- und Reiseführer mit Landeskunde. Stuttgart u. a. 1988.
- Die Entwicklung des Eisenbahnnetzes in Schleswig-Holstein und Hamburg, unter besonderer Berücksichtigung der stillgelegten Strecken. Ein regionaler und methodischer Beitrag zur Kulturlandschaftsforschung und zur Angewandten Geographie. Habilitationsschrift, zugl.: Mitteilungen der Geographischen Gesellschaft in Hamburg, Bd. 71, 1981, 144 S.
- Burgund (Bourgogne). Struktur und Interdependenzen einer französischen Wirtschaftsregion (Région de Programme). Dissertation, zugl.: Mitteilungen der Geographischen Gesellschaft in Hamburg, Bd. 65, 1976. 406 S.
- Eckel. Die Entwicklung des Flur- und Ortsbildes einer Gemeinde im Hamburger Umland. (Ein Beitrag zur Methodik der Untersuchung ländlicher Siedlungen). In: Mitteilungen der Geographischen Gesellschaft in Hamburg, Bd. 63, 1975, S. 116–154.